# Língua norueguesa antiga
Norueguês antigo é um termo utilizado para designar a variante exclusivamente norueguesa do nórdico antigo ocidental, falada e escrita na Noruega durante a Idade Média. 
O termo "nórdico antigo" se refere ao idioma falado na área que abrange toda a área mais ampla da Escandinávia, que além da Noruega incluía a Dinamarca, a Islândia, a Suécia, a Groenlândia e outras ilhas no mar do Norte.

Dentre as diversas variantes do antigo nórdico, o antigo islandês era o que mais se assemelhava ao norueguês antigo.
As pragas que dizimaram a população da Europa da Idade Média chegaram à Noruega em 1349 (Peste Negra), matando aproximadamente metade da população do país; isto pode ser parte da causa pelo qual o processo de desenvolvimento do idioma foi mais acentuado neste período. O idioma falado no país no período que vai de 1350 a cerca de 1550 é conhecido norueguês médio; a língua em si havia passado por diversas mudanças. A gramática foi simplificada, inclusive com a eliminação dos sistemas de casos e de da declinação pessoal dos verbos. Houve uma redução vocálica, em certos dialetos, o que reduziu, em partes da Noruega, muitas das vogais finais a um "e" comum.
O repertório fonêmico também passou por mudanças significativas. As fricativas dentais, representadas pelas letras þ e ð, desapareceram do norueguês, geralmente se misturando aos seus equivalentes plosivos, representados por t e d, respectivamente.

## Peculiaridades
Uma das principais características que diferenciaram o norueguês antigo e o islandês antigo logo no início de seus desenvolvimentos é que o h nas combinações consonantais hl-, hn- e hr- se perdeu na primeira ainda no século XI, enquanto foi preservada na segunda. Assim, as palavra hlíð, "encosta", hníga, "reverência", e hringr, "anel", em antigo islandês, passaram a ser líð, níga e ringr, no antigo norueguês.
Outra diferença significativa é que o islandês parece ter preservado certas vogais nasais até o século XII, enquanto o antigo norueguês havia deixado de utilizá-las muito antes.